# Baralle
Baralle är en kommun i departementet Pas-de-Calais i regionen Hauts-de-France i norra Frankrike. Kommunen ligger i kantonen Marquion som tillhör arrondissementet Arras. År 2022 hade Baralle 435 invånare.

## Befolkningsutveckling
Antalet invånare i kommunen Baralle
| Referens: INSEE |